# قائمة البعثات الدبلوماسية في كرواتيا

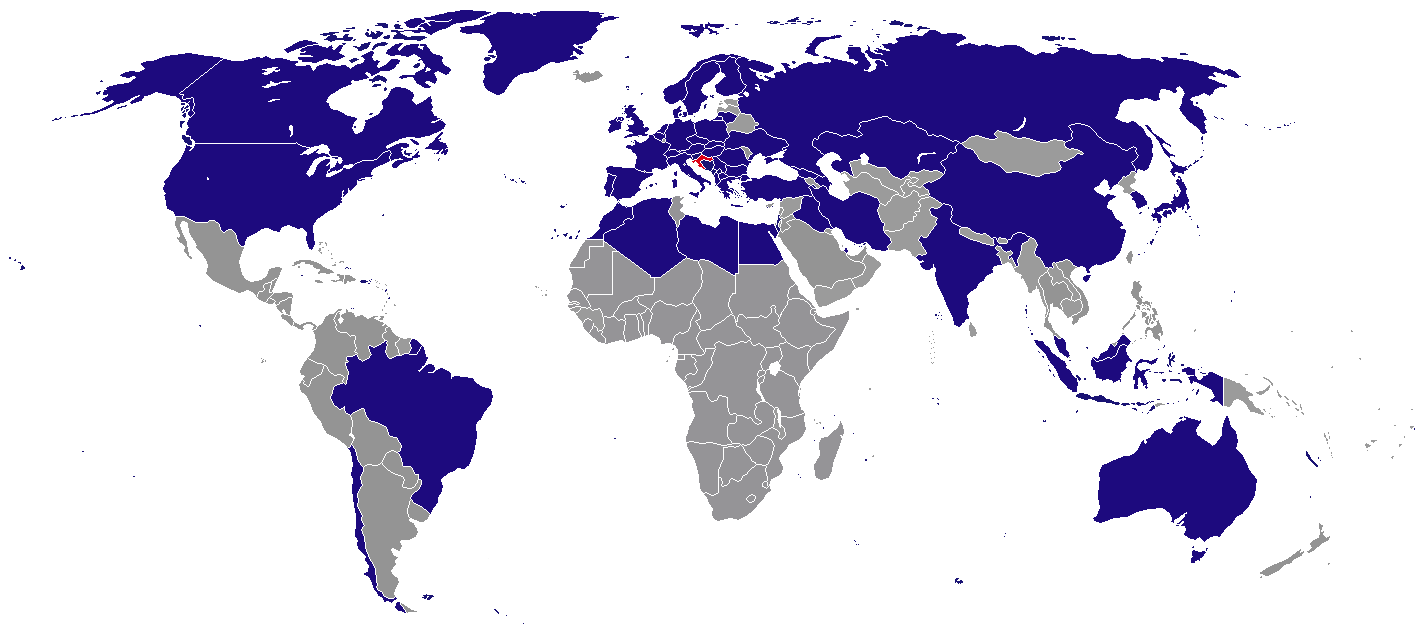
خريطة البلدان التي لديها بعثة دبلوماسية في تركيا.

سرد هذه الصفحة البعثات الدبلوماسية المقيمة في كرواتيا .في الوقت الحاضر، تستضيف العاصمة زغرب 56 سفارة. العديد من البلدان لديها سفارات معتمدة غير مقيمة في عواصم إقليمية أخرى، مثل فيينا وروما.

## سفارات
زغرب
| - ألبانيا - الجزائر - أستراليا - النمسا - أذربيجان - بلجيكا - البوسنة والهرسك - البرازيل - بلغاريا - كندا - تشيلي - الصين - جمهورية التشيك - الدنمارك - مصر - فنلندا - فرنسا - ألمانيا - اليونان - الكرسي الرسولي - المجر - الهند - إندونيسيا - إيران - إسرائيل - إيطاليا - اليابان | - كازاخستان - كوريا الجنوبية - كوسوفو - ليبيا - مقدونيا - ماليزيا - فرسان مالطا - الجبل الأسود - المغرب - هولندا - النرويج - بولندا - البرتغال - قطر - رومانيا - روسيا - صربيا - سلوفاكيا - سلوفينيا - إسبانيا - السويد - سويسرا - تركيا - أوكرانيا - المملكة المتحدة - الولايات المتحدة |

### قنصلية
- الاتحاد الأوروبي (بعثة)

## القنصليات العامة / القنصليات

### رييكا
- إيطاليا
- صربيا

### سبليت
- إيطاليا (قنصلية)
- المملكة المتحدة (قنصلية)[1]

### فوكوفار
- صربيا

## سفارات معتمدة
مقيمين في فيينا ما لم يذكر خلاف ذلك
| - أفغانستان - أندورا (بروكسل) - أنغولا - الأرجنتين - أرمينيا (أثينا) - بنغلاديش (لاهاي ) - بليز - بنين (جنيف) - بوليفيا (برلين) - بوركينا فاسو - كولومبيا - ساحل العاج ( روما) - كوبا - قبرص - إستونيا (بودابست) - غامبيا (لندن) - غانا (روما) - آيسلندا (جنيف) - جمهورية أيرلندا (ليوبليانا) - الأردن (روما) - كوريا الشمالية (صوفيا) - الكويت (براغ) - لاتفيا (براغ) - لبنان - ليتوانيا - مالي (روما) | - مالطا (فاليتا) - المكسيك (بودابست) - مولدوفا (بودابست) - ناميبيا - نيوزيلندا (روما) - نيجيريا (بودابست) - عُمان - باكستان (سراييفو) - بنما - باراغواي - بيرو (بوخارست ) - الفلبين - جنوب إفريقيا (بودابست) - سريلانكا - السودان (روما) - سوريا (بودابست) - تنزانيا (روما) - تايلاند (بودابست) - تونس - الأوروغواي - فنزويلا - فيتنام - اليمن - زامبيا (برلين) - زيمبابوي |

## روابط خارجية
- Missions to Croatia

- "MVEP - Diplomatic Missions and Consular Offices to Croatia". Ministère des Affaires Étrangères de la République de Croatie. مؤرشف من الأصل في 2022-11-15.(بالإنجليزية)